# Cardeal da Silva
Cardeal da Silva este un oraș în unitatea federativă Bahia (BA) din Brazilia.